# Lupac
Lupac is een Roemeense gemeente in het district Caraș-Severin.
Lupac telt 2975 inwoners.